# Eulemur coronatus
Il lemure coronato (Eulemur coronatus Gray, 1842) è una specie di lemure endemica del Madagascar.

## Descrizione

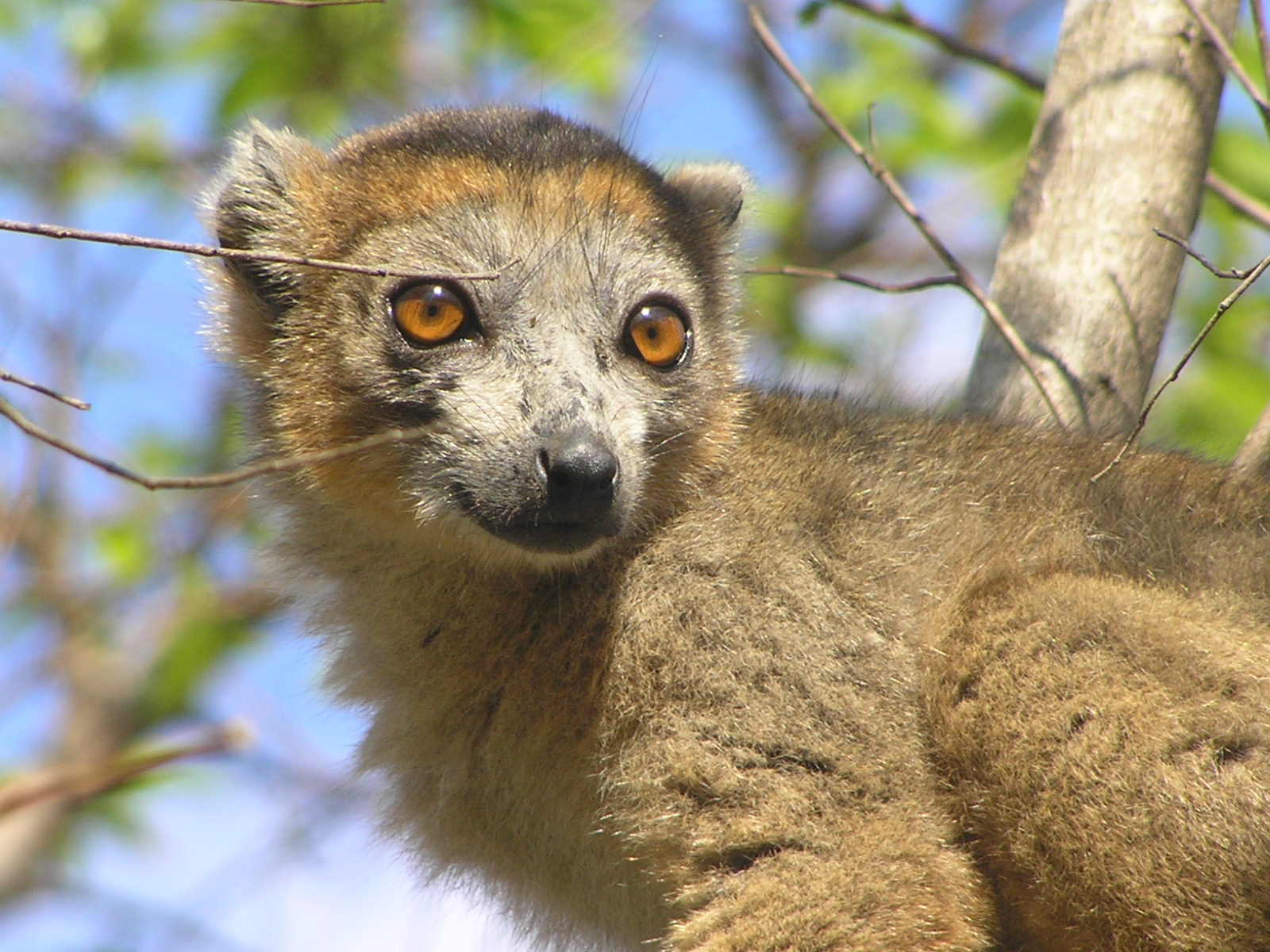
Maschio

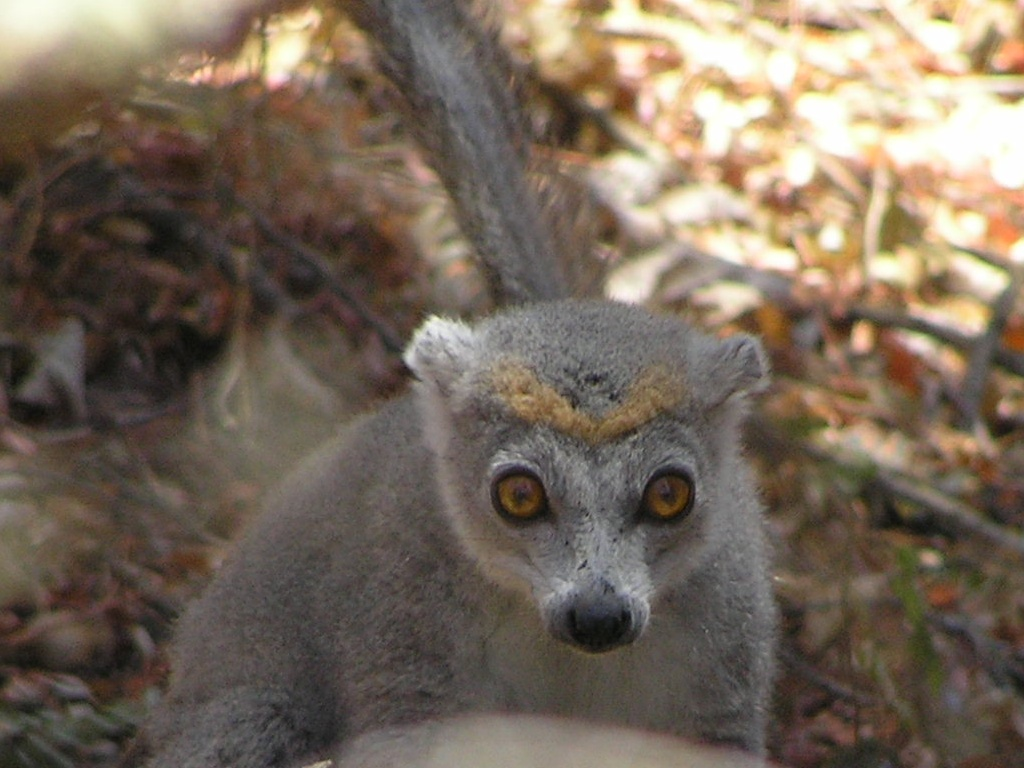
Femmina

Misura fino a 85 cm, dei quali fino a 50 spettano alla lunghissima coda, per un peso di circa 2 kg.
Presenta dicromatismo sessuale: i maschi sono color sabbia con una corona arancione che va da un orecchio all'altro (da qui il nome della specie), mentre le femmine sono grigie con un disegno arancione a V sulla fronte al posto della corona. In ambo i sessi, la zona ventrale e la faccia sono biancastre, mentre la parte distale di arti e coda e la nuca hanno tonalità più scure rispetto al resto del corpo.
Fino a tempi recenti, questi animali venivano classificati come sottospecie dell'Eulemur mongoz: recenti studi genetici ne hanno permessa la separazione e l'elevazione a specie a sé stante, supportando le teorie degli studiosi che non vedevano come due specie simili ma viventi in habitat distinti e separati fra loro dovessero essere necessariamente sottospecie di uno stesso animale.

## Distribuzione e habitat
È diffuso nella parte settentrionale dell'isola, dove lo si trova da Antsiranana ai fiumi Fanambana e Sambirano: la sua roccaforte è la Riserva speciale dell'Ankarana, ma è possibile osservarlo anche all'interno del Parco nazionale della Montagna d'Ambra e nella Riserva speciale di Analamerana.
Preferisce le foreste secche e semiaride ad un'altezza non eccessiva, anche se li si trova (con densità assai minore) nella foresta pluviale e nelle zone montane.

## Biologia
Si tratta di animali principalmente diurni che vivono in gruppi di 5-6 individui, anche se non è raro trovare gruppi di 10-15 esemplari: pare che il numero di individui presenti in un gruppo sia inversamente proporzionale all'umidità ambientale.
All'interno dei singoli gruppi, le femmine sono dominanti rispetto ai maschi, ad esempio sono le prime ad avvicinarsi e nutrirsi quando viene avvistata una fonte di cibo: il gruppo, durante i pasti, tende a dividersi in sottogruppi, che si tengono in contatto usando una vasta gamma di vocalizzi.
Questa specie di lemure, infatti, è assai comunicativa e per esprimersi usa particolari posture del corpo, la mimica facciale (seppur limitata), l'emissione di particolari odori e suoni; altrettanto importante per la formazione ed il mantenimento di legami sociali in un gruppo è l'attività di grooming.
I lemuri coronati sono animali arboricoli e prettamente frugivori (anche se possono mangiare foglie, funghi, fiori): scendono al suolo unicamente per nutrirsi di frutta matura caduta dall'albero, oppure per abbeverarsi durante i periodi secchi.

### Riproduzione
Ogni maschio può accoppiarsi con più femmine nell'ambito dello stesso gruppo, e questo causa una certa competizione fra i maschi nel periodo degli amori.

L'accoppiamento avviene fra maggio e giugno: la gestazione dura circa 4 mesi, al termine dei quali viene partorito un unico cucciolo (a volte 2 gemelli), che viene svezzato attorno ai 6 mesi d'età e può riprodursi a partire dal 20º mese.
Un lemure coronato può vivere fino a 27 anni in cattività, quindi si pensa che questi animali in natura non vivano più di 20 anni.

## Conservazione
La IUCN Red List classifica questa specie in pericolo.